# Arbonia
Die Arbonia AG ist ein Schweizer Gebäudezulieferer. Der Hauptsitz befindet sich in Arbon, Schweiz. Das Unternehmen hat sich auf das Geschäft mit Innentüren aus Holz und Glas fokussiert.

## Geschichte

### Anfänge von Forster und Arbonia

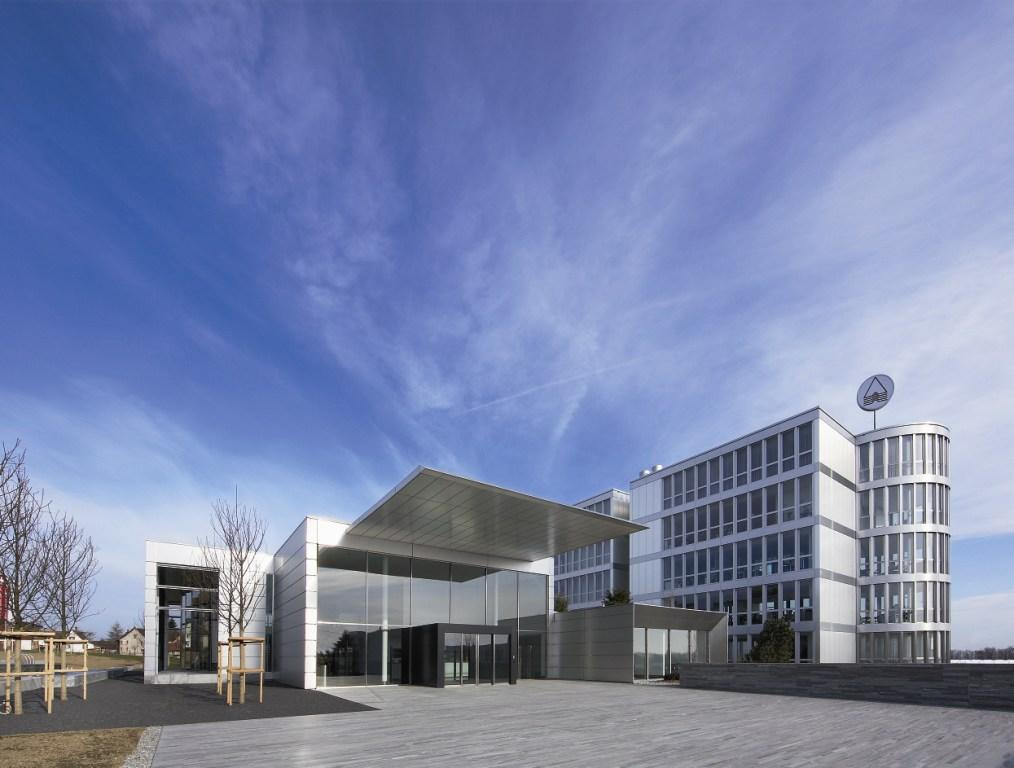
Arbonia Corporate Center in Arbon

1874 wurde in Arbon durch Franz Josef Forster die Kupferschmiede Forster eröffnet. 30 Jahre später gründete Karl Schnitzler unter dem Namen Arbonia eine Werkstatt zur Produktion von Ofenaufsätzen.
Im Jahr 1915 erweiterte die Firma Forster ihre Produktpalette um den Bereich Stahlrohre. Sieben Jahre später wurde der Betrieb in die neu gegründete Hermann Forster AG eingegliedert. Sie begann 1953 mit der Kühlschrank- und Küchenproduktion auf dem Novaseta-Areal und verlegte die Fertigung Anfang der 1980er-Jahre in neue Hallen auf dem Gelände am Bodensee gegenüber dem Seeparksaal.
1923 wurde die Werkstätte von Karl Schnitzler in die neu benannte Arbonia AG überführt (nicht identisch mit der heutigen Arbonia AG). 1958 erwarb Metzgermeister Jakob Züllig die Aktienmehrheit an dieser Firma.
1973 übernahm die damalige Arbonia AG die Aktienmehrheit an der Firma Forster, worauf der Konzern in Arbonia-Forster-Gruppe, kurz AFG, umbenannt wurde. 1988 wurde die Firma unter dem Namen AFG Arbonia-Forster-Holding AG erstmals an der Börse gehandelt. 1999 erfolgte die Übernahme der Prolux Heizkörper AG durch die AFG.

### Diversifikation ab dem Jahr 2000
Die Übernahme der Kermi-Gruppe erfolgte im Jahr 2001. Zwei Jahre später verkaufte die Erbengemeinschaft Züllig die Aktienmehrheit an Edgar Oehler.
In den Jahren 2004 bis 2008 folgten eine Reihe von Firmenübernahmen: EgoKiefer AG (2004, Fenster und Türen). 2005 kaufte AFG die Küchensparte von Miele inklusive der Markenrechte in den ersten fünf Jahren. Daraufhin wurde die Warendorfer Küchen GmbH zum Betrieb dieses Geschäftsbereiches gegründet.
2006 erfolgten die Übernahme der Schmidlin ASCO Swiss AG, im Jahr 2007 schliesslich die Übernahmen der STI Surface Technology, RWD Schlatter AG und der Slovaktual s.r.o. Die AFG engagiert sich von 2006 bis 2016 im Rahmen eines Sponsorings für das Fussballstadion des FC St. Gallen und erwarb als Gegenleistung das Namensrecht: AFG Arena.
2008 wurde der Marktbereich AFG ASIA PACIFIC gegründet und der heutige Hauptsitz in Arbon, das AFG Corporate Center, bezogen.
An der ordentlichen Generalversammlung vom 29. April 2011 trat Edgar Oehler als Vorsitzender der Geschäftsleitung und als Präsident des Verwaltungsrats zurück; er blieb Mitglied im Verwaltungsrat und Hauptaktionär.

### Konzentration auf bestimmte Geschäftsfelder von 2012 bis 2014
Am 1. Oktober 2012 teilte die AFG mit, sich als Folge einer Portfoliobereinigung nicht weiter im Bereich Premiumküchen „Made in Germany“ zu engagieren. Die Warendorfer Küchen GmbH wurde auf Ende 2012 an den amerikanischen Investor CoBe Capital verkauft.
2013 wurde die Sparte Kühltechnik an die Muttergesellschaft der V-Zug AG, die Metall Zug AG, verkauft. Die Produktion verblieb in Arbon. Am 21. Februar 2013 übernahm die AFG Arbonia-Forster-Holding AG den polnischen Hersteller von PVC-Fenstern, die Firma Dobroplast. Einen bedeutenden Schritt in der Fokussierung auf das Kerngeschäft rund um „Hülle und Raum“ stellte der Verkauf der Business Unit Forster Präzisionsstahlrohre per 9. August 2013 dar.
Am 17. Januar 2014 folgte der Verkauf von Forster Stahlküchen und Piatti Küchen an Alno aus Pfullendorf. Auf die Generalversammlung vom 25. April 2014 hin trat Edgar Oehler aus dem Verwaltungsrat aus. Am 2. Dezember 2014 meldete die AFG den Verkauf der Division Oberflächentechnologie. Die STI Surface Technologies International Holding AG ging zurück an deren Gründer Edgar Oehler, der sie in seine FFG Finanzierungs- und Factorings AG einbrachte. Mit dieser Transaktion schied Edgar Oehler als grösster Aktionär der AFG aus. Neue Hauptaktionärin wurde mit rund 22 % die Artemis Holding AG des Industriellen Michael Pieper.

### Umstrukturierung ab 2015
Seit der Generalversammlung vom 17. April 2015 nimmt der neue Hauptaktionär Michael Pieper Einsitz in den Verwaltungsrat der AFG. Alexander von Witzleben, Verwaltungsratspräsident der Feintool International Holding AG, übernahm gleichzeitig das Amt als Verwaltungsratspräsident der AFG. Im Juli 2015 übernahm Alexander von Witzleben zusätzlich die Funktion als Vorsitzender der Geschäftsleitung.
Im August 2015 entschied der Verwaltungsrat aufgrund des starken Wettbewerbsdrucks Produktionswerke ins europäische Ausland zu verlagern. Ebenfalls im August wurden der ostdeutsche Fensterhersteller Wertbau GmbH sowie die italienische Bloxer Ronchi akquiriert. Im Rahmen einer Kapitalerhöhung zur Stärkung der Finanzkraft bekräftigte die Artemis Beteiligungen I AG ihr Engagement und erhöhte ihren Aktienanteil bis Ende Jahr auf knapp 28 %.
Per 1. Juli 2016 übernahm die AFG die im Sanitärbereich tätige Koralle-Gruppe von der Geberit AG. Sie ergänzt dadurch ihr Produktsortiment und baut ihre Stellung in den Kernmärkten Schweiz, Deutschland und Österreich nachhaltig aus. Am 15. September 2016 kündigte die AFG die Übernahme der ebenfalls in der Bauzulieferung tätigen Looser Holding an.
2017 verkaufte die Arbonia das von Looser stammende Beschichtungsgeschäft im Rahmen von mehreren Transaktionen sowie die ebenfalls von Looser stammende Division Industriedienstleistungen (Condecta-Gruppe). Zumindest letztere wurde an die Paragon Partners veräussert.
Im Dezember 2017 veräusserte die Arbonia die Business Unit Profilsysteme, die den Ursprung des Unternehmens im Gründungsjahr 1874 bildete, an die belgische Reynaers Group.
Am 17. Mai 2018 übernahm die Arbonia die im Bereich Design- und Flachheizkörper tätige belgische Vasco Group mit dem Marken Vasco, Superia und Brugman.
Im Oktober 2019 eröffnete die Arbonia ihren neuen Produktionsstandort für Flachheizkörper im russischen Stupino. Die hierdurch entstehende Produktionskapazität legt für die Arbonia den Grundstein für weiteres profitables Wachstum im osteuropäischen, insbesondere russischen Heizungsmarkt zum Ausbau ihrer bereits bestehenden führenden Marktposition.
Im April 2021 unterzeichnete die Arbonia im Rahmen ihrer HLK-Wachstumsstrategie einen Kaufvertrag für die serbische Termovent Komerc d.o.o., ein Produzent von gewerblichen Lüftungsgeräten. Für die Division HLK bedeutet diese Akquisition die geografische Erweiterung ihres ganzheitlichen Systemangebots im Bereich Lüftung nach Osteuropa sowie den europaweiten Ausbau ihrer Kompetenz im Bereich Indoor Air Quality, insbesondere Reinräume (Cleanrooms).
Am 5. Januar 2021 kündigte die Arbonia den Verkauf ihrer Division Fenster an die dänische DOVISTA-Gruppe an. Der Vollzug der Transaktion ist am 31. August 2021 erfolgt, nachdem sämtliche zuständigen Wettbewerbsbehörden ihre Zustimmung gegeben hatten. Ein beträchtlicher Teil des Verkaufserlöses wurde und wird zur weiteren Steigerung des profitablen Wachstums verwendet, indem die beiden verbleibenden Divisionen Heizungs-, Lüftungs- und Klimatechnik (HLK) und Türen beschleunigt weiterentwickelt und gestärkt werden, vor allem organisch wie auch mittels gezielter Akquisitionen.

### Fokussierung auf Türenproduktion
Am 18. April 2024 kündigte die Arbonia den Verkauf ihrer Division Climate an die chinesische Midea Gruppe an und sich zukünftig allein auf das Türengeschäft zu fokussieren. Nach Genehmigung durch alle relevanten Wettbewerbsbehörden, wurde der Verkauf der Division Climate schliesslich am 27. Februar 2025 vollzogen.

## Kennzahlen
Die Unternehmensgruppe erwirtschaftete 2024 mit durchschnittlich 3'447 Mitarbeitenden einen Umsatz von 556,3 Millionen Schweizer Franken. Mit eigenen Vertriebsgesellschaften, Vertretungen und Partnern ist die Gruppe Europa-weit vertreten. Die Aktien der Arbonia sind seit 1988 an der Schweizer Börse SIX Swiss Exchange kotiert.

## Tätigkeitsbereiche
Innentüren aus Holz
- Dimoldura
- Garant
- Invado
- Joro
- Lignis
- Prüm
- Rozière
- RWD Schlatter
- TPO

Innentüren aus Glas
- Baduscho
- Kermi
- Koralle
- Interwand